# Gastrancistrus ornatus
Gastrancistrus ornatus är en stekelart som beskrevs av Askew 1994. Gastrancistrus ornatus ingår i släktet Gastrancistrus och familjen puppglanssteklar.
Artens utbredningsområde är Spanien. Inga underarter finns listade i Catalogue of Life.